# Lliga txeca de futbol
La Lliga txeca de futbol, oficialment anomenada Synot liga (pel seu patrocinador, una marca de cervesa), és la màxima competició futbolística de la República Txeca.
Està formada per 16 equips. Els dos primers classificats obtenen una plaça per la Lliga de Campions, mentre que el tercer l'obté per la Copa de la UEFA i el quart per la Lliga Europa Conferència de la UEFA. Els dos darrers baixen a segona divisió.
La lliga s'inicià l'any 1993 després de produir-se la dissolució de Txecoslovàquia i, per tant, del final de la lliga txecoslovaca de futbol. Cal esmentar que abans de la I Guerra Mundial i en el període de la II Guerra Mundial es disputaren competicions que poden ser considerades predecessores de l'actual lliga txeca.
L'any 2024 estava en la desena posició en el rànquing UEFA.

## Historial
Lliga txeca (dins de l'Imperi Austrohongarès)
- 1896:  Kickers Praha [primavera]
- 1896:  Deutscher FC Prag [tardor]
- 1897:  SK Slavia Praha [primavera]
- 1897:  SK Slavia Praha [tardor]
- 1898:  SK Slavia Praha
- 1899:  SK Slavia Praha
- 1900:  SK Slavia Praha
- 1901:  SK Slavia Praha
- 1902:  CAFC Vinohrady
- 1903-08: no es disputà
- 1909:  Starometský SK Olympia
- 1910-11: no es disputà
- 1912:  AC Sparta Praha
- 1913:  SK Slavia Praha
- 1914: no es disputà
- 1915:  SK Slavia Praha
- 1916: no es disputà
- 1917:  Deutscher FC Prag

Protectorat de Bohèmia i Moràvia

Continuació de la lliga txecoslovaca de futbol interrompuda per la 2a G.M.
- 1938-39:  AC Sparta Praha
- 1939-40:  SK Slavia Praha
- 1940-41:  SK Slavia Praha
- 1941-42:  SK Slavia Praha
- 1942-43:  SK Slavia Praha
- 1943-44:  AC Sparta Praha
- 1944-45: abandonat

Lliga txeca (estat independent)

Entre parèntesis nombre de títols acumulats.
- 1993-94:  AC Sparta Praha (1)
- 1994-95:  AC Sparta Praha (2)
- 1995-96:  SK Slavia Praha (1)
- 1996-97:  AC Sparta Praha (3)
- 1997-98:  AC Sparta Praha (4)
- 1998-99:  AC Sparta Praha (5)
- 1999-00:  AC Sparta Praha (6)
- 2000-01:  AC Sparta Praha (7)
- 2001-02:  FC Slovan Liberec (1)
- 2002-03:  AC Sparta Praha (8)
- 2003-04:  FC Baník Ostrava (1)
- 2004-05:  AC Sparta Praha (9)
- 2005-06:  FC Slovan Liberec (2)
- 2006-07:  AC Sparta Praha (10)
- 2007-08:  SK Slavia Praha (2) (Detalls)
- 2008-09:  SK Slavia Praha (3)
- 2009-10:  AC Sparta Praha (11)
- 2010-11:  FC Viktoria Plzeň (1)
- 2011-12:  FC Slovan Liberec (3)
- 2012-13:  FC Viktoria Plzeň (2)
- 2013-14:  AC Sparta Praha (12)
- 2014-15:  FC Viktoria Plzeň (3)
- 2015-16:  FC Viktoria Plzeň (4)
- 2016-17:  SK Slavia Praha (4)
- 2017-18:  FC Viktoria Plzeň (5)
- 2018-19:  SK Slavia Praha (5)
- 2019-20:  SK Slavia Praha (6)
- 2020-21:  SK Slavia Praha (7)
- 2021-22:  FC Viktoria Plzeň (6)
- 2022-23:  AC Sparta Praha (13)
- 2023-24:  AC Sparta Praha (14)
- 2024-25:  SK Slavia Praha (8)

## Palmarès

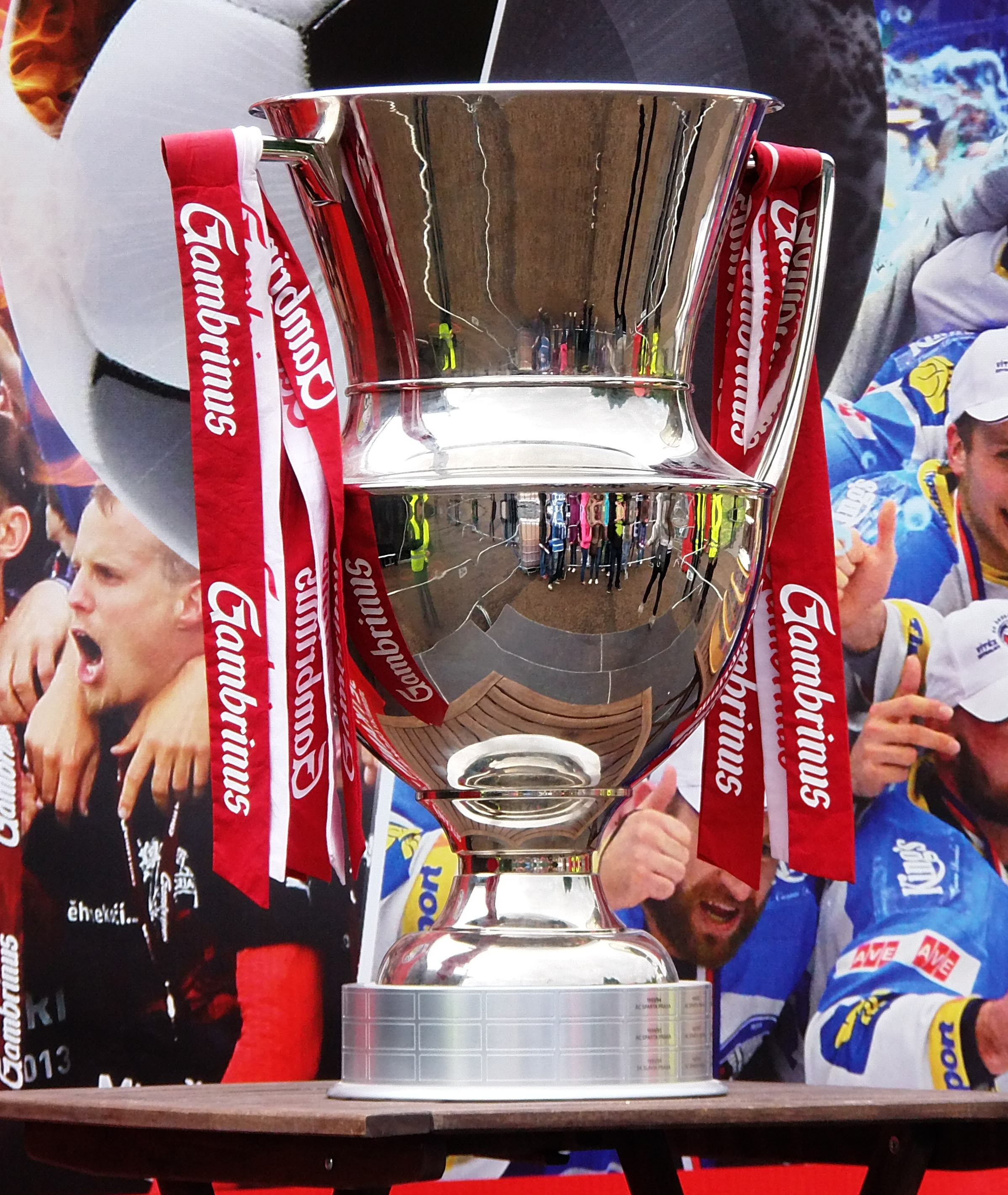
Trofeu de lliga.

Títols des de 1994.
| Posició | Club              | Títols | Darrer títol | Primer títol |
| ------- | ----------------- | ------ | ------------ | ------------ |
| 1       | AC Sparta Praha   | 14     | 2024         | 1994         |
| 2       | SK Slavia Praha   | 8      | 2025         | 1996         |
| 3       | FC Viktoria Plzeň | 6      | 2022         | 2011         |
| 4       | FC Slovan Liberec | 3      | 2012         | 2002         |
| 5       | FC Baník Ostrava  | 1      | 2004         | 2004         |